# بیماری هورلر
بیماری هورلر (گارگویلیسم)
بیماری هورلر که موکوپلی ساکاریدوز نوع یک نیز خوانده می‌شود، شکلی از موکوپلی ساکاریدوز است.

## علائم در زمان تولد و دوره نوزادی
در این زمان کودک علامتی ندارد.

## علائم دوره شیرخواری
در این دوره رینیت مزمن، عفونتهای مکرر تنفسی و التهاب گوش میانی، تنفس صدادار و خرخر، یافته‌های صورت خشن، برجستگی پیشانی، چشم‌های برآمده و دور از هم با پلک‌های پف آلود و پل بینی فرورفته، صورت مسطح، بینی پهن و سوراخ‌های بینی پهن و برگشته بطرف بیرون، لب‌های پهن و بزرگ، زبان بزرگ و اغلب بیرون زده از دهان باز، هیپرتروفی لثه و ستیغ‌های آلوئولر استخوانی، دندان‌های کوچک و دور از هم، پرموئی در تمامی بدن، موهای ضخیم و خشن، ابروهای پرپشت و خط موی پائین در روی پیشانی به همراه موی زیاد، زیادی موی جنینی، پوست ضخیم، سر بزرگ، برجسته و دراز، استخوانی شدن شیارطولی جمجمه، کدورت قرنیه که مشخصه بیماری است و ممکن است منجر به کوری شود، کری حسی عصبی یا عصبی هدایتی و گاهی نیستاگموس، استرابیسم یا گلوکوم دیده می‌شوند. در طول سال اول زندگی تأخیر تکاملی ممکن است رخ دهد. اوج ۲ سالگی یا زودتر باشد، اما پس از آن پسرفت - عملکرد هوشی ممکن است در ۴ هوشی تا سطح صدمه شدید روی می‌رود. علی‌رغم ظاهر غیرمعمول، اغلب این بچه‌ها دوست داشتنی هستند. در این بیماران کوتاهی قد شایع است. توقف رشد قدی ۲ سالگی رخ می‌دهد و قد به ندرت به بیش از یک متر می‌رسد. گردن کوتاه - در ۳ است و بنظر می‌رسد سر بزرگ مستقیماً بر روی قفسه سینه قرار دارد. قسمت تحتانی قفسه دنده‌ای پهن است، پشت قوزدارد و قوز در قسمت تحتانی ناحیه پشتی یا قسمت فوقانی قسمت کمری وجود دارد. مفاصل سخت شده و حرکت
بخصوص در آرنج‌ها بشدت محدود می‌باشد. دست‌ها پهن و انگشتان کلفت و کوتاه است. این وضعیت با تاشدگی و محدودیت باز شدن انگشتان ظاهر مشخص دست چنگالی ۱ را ایجاد می‌کند. شکم برجسته و کبد و طحال خیلی بزرگ و خیلی سفت می‌شوند. هیدروسل، فتق مغبنی و فتق نافی شایع است و بدنبال ترمیم جراحی، عود فتق بسیار شایع است. در برخی بیماران، آسیب حاد عضله قلب و فیبروالاستوز آندوکارد در سال اول زندگی تظاهر می‌کنند. از یافته‌های مهم دیررس عوارض قلبی است و بیماری قلبی دیررس معمولاً دریچه‌ای است. سوفلها، نارسایی دریچهآئورت و آترزی دریچه میترال یا آترزی دریچه تری کوسپید از ذخیره موکوپلی ساکارید در دریچه‌ها ناشی شده و منجر به نارسایی احتقانی قلب می‌گردد. ضخامت دریچه‌های شرائین کرونری منجر به آنژین صدری و سکته قلبی می‌شود. عوارض دیررس قلبی
اغلب علت مرگ این بیماران می‌باشد. ظاهر رادیوگرافیک دیسوستوزیس مالتی پلکس شامل پهن شدن تنه استخوان‌ها، ضخیم شدن دیواره خارجی کورتکس استخوان در سال اول زندگی و سپس باریک شدن آن در اثر اتساع حفره مرکزی استخوان می‌باشد. مراکز اپیفیزی کم توسعه یافته، استخوان‌های اندام فوقانی کوتاه و کلفت شده و به سمت انتهاها باریک می‌گردد و قسمت‌های میانی آن اغلب بزرگ است. جمجمه بزرگ، کاسه چشم کم عمق و زین ترکی به شکل کفش یا حرف
است.

## نقص آنزیمی
نقص در آنزیم آلفا ال ایدورونیداز.

## توارث ژنتیکی

Hurler syndrome has an autosomal recessive pattern of inheritance.

اتوزومی مغلوب

## روش تشخیص
- گرانولهای مشخص (اجسام ریلی) در نوتروفیلها و سایر گلبول‌های سفید.
- ادرار: مقادیر زیاد درماتان سولفات و هپاران سولفات به نسبت دو به یک.
- الکتروفورز گلیکوزآمینوگلیکانها.
- بررسی آنزیم: در گلبول‌های سفید و فیبروبلاستها.

## درمان
درمان جایگزینی با آنزیم جهت تظاهرات غیر مغزی، قرنیه و دریچه‌های قلبی به‌طور هفتگی و به طریق داخل وریدی تا ۶۲ هفته مؤثر است. پیوند مغز استخوان عوارض محیطی و هیدروسفالی را رفع می‌کند و اگر زود انجام شود، عملکرد مغزی را حفظ می‌کند، اما عوارض چشمی یا اسکلتی را بهبود نمی‌بخشد. در صورت نیافتن فرد دهنده سازگار مغز استخوان، پیوند خون بند ناف غیر خویشاوند ممکن است گزینه دیگر درمانی باشد. در واقع پیوند مغز استخوان و درمان جایگزینی با آنزیم مکمل هم می‌باشند. درمان‌های حمایتی و علامتی نیز جهت ترمیم فتق،
برداشتن لوزه و آدنوئید در صورت انسداد راه هوایی، گذاشتن شنت برای
هیدروسفالی و استفاده از کمک‌های شنوایی و بینایی و درمان بیماری دریچه‌ای قلب
لازم می‌باشند.

## آزمون تشخیص قبل از تولد
بررسی فعالیت آنزیم در آمنیوسیتها و نمونه پرز کوریونی.